# Киргиски сом
Сом (киргиски: кыргыз сом, ISO 4217: KGS) је званична валута Киргистана. Један сом дели се на 100 тијина (тыйын). Реч сом се у киргиском језику раније односила на чистоћу злата а у доба Совјетског Савеза у казахстанском, киргиском и узбечком коришћена је као реч за рубљу. Сом је уведен 10. маја 1993. по курсу 1 сом = 200 рубаља.
Сом издаје Народна банка Киргишке Републике. Инфлација током 2006. је износила 6,4%.
Папирне новчанице се издају у апоенима од 1, 10 и 50 тијина као и 1, 5, 10, 20, 50, 100, 200, 500 и 1000 сома а ковани новац у апоенима од 10 и 50 тијина и 1, 3 и 5 сома.